# Baryscapus embolicus
Baryscapus embolicus är en stekelart som först beskrevs av Kostjukov 1977.  Baryscapus embolicus ingår i släktet Baryscapus och familjen finglanssteklar. Inga underarter finns listade.